# Eishockey-Weltmeisterschaft der Frauen 2009
Die 13. Eishockey-Weltmeisterschaften der Frauen der Internationalen Eishockey-Föderation IIHF waren die Eishockey-Weltmeisterschaften des Jahres 2009. Insgesamt nahmen zwischen dem 4. und 18. April 2009 21 Nationalmannschaften an den drei Turnieren der Top-Division sowie der Divisionen I und II teil. Die Division III und IV wurden in diesem Jahr nicht ausgetragen.
Die zwölfte Austragung der Top-Division fand vom 4. bis zum 12. April 2009 im finnischen Hämeenlinna statt. Die Mannschaft der Vereinigten Staaten konnte ihren Titel aus dem Vorjahr verteidigen und wurde insgesamt zum dritten Mal Weltmeister.

## Teilnehmer, Austragungsorte und -zeiträume
- Top-Division: 4. bis 12. April 2009 in Hämeenlinna, Finnland
  - Teilnehmer:  Volksrepublik China,  Finnland,  Japan,  Kanada,  Kasachstan (Aufsteiger),  Russland,  Schweden,  Schweiz,  USA (Titelverteidiger)

- Division I: 4. bis 10. April 2009 in Graz, Österreich
  - Teilnehmer:  Deutschland (Absteiger),  Frankreich,  Norwegen,  Österreich (Aufsteiger),  Slowakei,  Tschechien

- Division II: 12. bis 18. April 2009 in Torre Pellice, Italien
  - Teilnehmer:  Dänemark,  Großbritannien (Aufsteiger),  Italien,  Lettland (Absteiger),  Niederlande,  Nordkorea

## Top-Division
Die Weltmeisterschaft der Top-Division der Frauen wurde vom 4. bis zum 12. April 2009 im finnischen Hämeenlinna ausgetragen. Die Spiele fanden in der Patria-areena mit 5.360 Plätzen und der im gleichen Komplex befindlichen Metritiski-areenalla mit 700 Plätzen statt.
Am Turnier nahmen neun Nationalmannschaften teil, die in drei Gruppen zu je drei Teams spielten. Dabei setzten sich die beiden Gruppen nach den Platzierungen der Nationalmannschaften bei der Weltmeisterschaft 2008 nach folgendem Schlüssel zusammen:
| Gruppe A     | Gruppe B                | Gruppe C        |
| USA (1)      | Kanada (2)              | Finnland (3)    |
| Russland (6) | Schweden (5)            | Schweiz (4)     |
| Japan (7)    | Volksrepublik China (8) | Kasachstan (10) |

### Modus
Wie in den vergangenen Jahren nahmen neun Teams an der Weltmeisterschaft teil. Diese wurden zunächst in drei Vorrundengruppen eingeteilt. Die Sieger der drei Vorrundengruppen A, B und C spielten in einer weiteren Gruppe (D) die beiden Finalisten aus, die Zweitplatzierten in Gruppe E den zweiten Teilnehmer des Spiels um Platz 3 (gegen den Dritten der Gruppe D). In der Relegationsgruppe F spielten die Drittplatzierten der Vorrundengruppen A–C gegen den Abstieg. Die zwei Letztplatzierten steigen in die Division I ab.

### Austragungsorte
| \| Hämeenlinna \|                    |
| Austragungsort der Weltmeisterschaft |
| Hämeenlinna                          |

| Hämeenlinna |

### Vorrunde

#### Gruppe A
| 4. April 2009 17:00 Uhr (Ortszeit) | Japan | 0:8 (0:4, 0:1, 0:3) Spielbericht | USA H. Knight (4:39) J. Chu (12:40) K. Stack (15:28) H. Knight (17:23) M. Lamoureux (39:55) J. Chu (40:45) H. Knight (44:27) J. Chu (58:51) | Metritiski-areenalla, Hämeenlinna Zuschauer: 347 |

| 5. April 2009 15:00 Uhr | Russland T. Burina (40:31) A. Schtschukina (48:06) O. Sossina (58:10) | 3:1 (0:0, 0:0, 3:1) Spielbericht | Japan T. Sakagami (49:23) | Patria-areena, Hämeenlinna Zuschauer: 518 |

| 6. April 2009 12:00 Uhr | USA M. Duggan (7:16) J. Potter (31:41) A. Ruggiero (32:12) K. Stack (37:32) L. Chesson (38:09) J. Chu (38:22) G. Marvin (47:25) J. Chu (52:39) | 8:0 (1:0, 5:0, 2:0) Spielbericht | Russland | Patria-areena, Hämeenlinna Zuschauer: 1.629 |

| Pl. |          | Sp | S | OTS | OTN | N | Tore  | Punkte |
| 1.  | USA      | 2  | 2 | 0   | 0   | 0 | 16:0  | 6      |
| 2.  | Russland | 2  | 1 | 0   | 0   | 1 | 03:09 | 3      |
| 3.  | Japan    | 2  | 0 | 0   | 0   | 2 | 01:11 | 0      |

Abkürzungen: Pl. = Platz, Sp = Spiele, S = Siege, OTS = Siege nach Verlängerung (Overtime) oder Penaltyschießen, OTN = Niederlagen nach Verlängerung oder Penaltyschießen, N = Niederlagen

Erläuterungen: Zwischenrundenqualifikant Gruppe D, Zwischenrundenqualifikant Gruppe E, Abstiegsrundenqualifikant

#### Gruppe B
| 4. April 2009 15:00 Uhr | Volksrepublik China Sun R. (14:06) | 1:13 (1:5, 0:4, 0:4) Spielbericht | Kanada C. MacLeod (3:43) C. Ouellette (3:53) S. Vaillancourt (4:29) M.-P. Poulin (6:31) M. Agosta (14:21) R. Johnston (26:35) H. Wickenheiser (36:24) H. Irwin (37:11) R. Johnston (38:48) G. Apps (40:23) H. Wickenheiser (45:54) G. Apps (55:58) S. Vaillancourt (58:56) | Patria-areena, Hämeenlinna Zuschauer: 625 |

| 5. April 2009 19:00 Uhr | Schweden D. Rundqvist (6:15) E. Holmlöv (19:50) E. Holmlöv (23:50) E. Holst (30:37) K. Timglas (38:45) E. Holst (45:49) | 6:1 (2:0, 3:0, 1:1) Spielbericht | Volksrepublik China Qi X. (55:04) | Patria-areena, Hämeenlinna Zuschauer: 1.737 |

| 6. April 2009 15:30 Uhr | Kanada C. Ouellette (2:22) C. MacLeod (10:53) C. Sostorics (32:26) M.-P. Poulin (41:38) H. Wickenheiser (43:14) R. Johnston (47:22) J. Botterill (59:24) | 7:0 (2:0, 1:0, 4:0) Spielbericht | Schweden | Patria-areena, Hämeenlinna Zuschauer: 1.403 |

| Pl. |                     | Sp | S | OTS | OTN | N | Tore  | Punkte |
| 1.  | Kanada              | 2  | 2 | 0   | 0   | 0 | 20:01 | 6      |
| 2.  | Schweden            | 2  | 1 | 0   | 0   | 0 | 06:08 | 3      |
| 3.  | Volksrepublik China | 2  | 0 | 0   | 0   | 2 | 02:19 | 0      |

Abkürzungen: Pl. = Platz, Sp = Spiele, S = Siege, OTS = Siege nach Verlängerung (Overtime) oder Penaltyschießen, OTN = Niederlagen nach Verlängerung oder Penaltyschießen, N = Niederlagen

Erläuterungen: Zwischenrundenqualifikant Gruppe D, Zwischenrundenqualifikant Gruppe E, Abstiegsrundenqualifikant

#### Gruppe C
| 4. April 2009 19:00 Uhr | Kasachstan | 0:7 (0:2, 0:3, 0:2) Spielbericht | Finnland M. Karvinen (2:14) A. Helin (14:17) M. Pehkonen (21:22) N. Tikkinen (21:41) M. Karvinen (30:28) M. Pehkonen (42:37) M. Voutilainen (58:22) | Patria-areena, Hämeenlinna Zuschauer: 3.241 |

| 5. April 2009 17:00 Uhr | Schweiz K. Lehmann (54:50) | 1:2 n. P. (0:0, 0:1, 1:0, 0:0, 0:1) Spielbericht | Kasachstan N. Jakowtschuk (37:19) A. Fux (PS) | Metritiski-areenalla, Hämeenlinna Zuschauer: 215 |

| 6. April 2009 19:00 Uhr | Finnland H. Pelttari (5:47) V. Heikkila (10:31) M. Karvinen (15:02) J. Hiirikoski (18:17) N. Tikkinen (37:52) N. Tikkinen (52:17) | 6:3 (4:1, 1:0, 1:2) Spielbericht | Schweiz D. Leimgruber (19:27) N. Bullo (44:26) C. Meier (54:00) | Patria-areena, Hämeenlinna Zuschauer: 3.201 |

| Pl. |            | Sp | S | OTS | OTN | N | Tore | Punkte |
| 1.  | Finnland   | 2  | 2 | 0   | 0   | 0 | 13:3 | 6      |
| 2.  | Kasachstan | 2  | 0 | 1   | 0   | 1 | 02:8 | 2      |
| 3.  | Schweiz    | 2  | 0 | 0   | 1   | 1 | 04:8 | 1      |

Abkürzungen: Pl. = Platz, Sp = Spiele, S = Siege, OTS = Siege nach Verlängerung (Overtime) oder Penaltyschießen, OTN = Niederlagen nach Verlängerung oder Penaltyschießen, N = Niederlagen

Erläuterungen: Zwischenrundenqualifikant Gruppe D, Zwischenrundenqualifikant Gruppe E, Abstiegsrundenqualifikant

### Abstiegsrunde

#### Gruppe F
| 8. April 2009 17:00 Uhr (Ortszeit) | Volksrepublik China Sun R. (1:57) Sun R. (3:54) Sun R. (24:46) Jiang N. (26:26) | 4:5 n. P. (2:1, 2:0, 0:3, 0:0, 0:1) Spielbericht | Schweiz C. Meier (17:11) D. Leimgruber (43:50) L. Nussbaum (51:39) D. Leimgruber (55:55) N. Bullo (PS) | Metritiski-areenalla, Hämeenlinna Zuschauer: 379 |

| 9. April 2009 17:00 Uhr | Schweiz L. Benz (23:02) K. Lehmann (39:37) L. Ruhnke (54:12) | 3:2 (0:0, 2:1, 1:1) Spielbericht | Japan N. Fujimoto (27:41) C. Yamanaka (51:22) | Metritiski-areenalla, Hämeenlinna Zuschauer: 247 |

| 10. April 2009 17:00 Uhr | Japan T. Sakagami (28:48) T. Sakagami (34:34) | 2:1 (0:0, 2:0, 0:1) Spielbericht | Volksrepublik China Sun R. (42:00) | Metritiski-areenalla, Hämeenlinna Zuschauer: 256 |

| Pl. |                     | Sp | S | OTS | OTN | N | Tore | Punkte |
| 1.  | Schweiz             | 2  | 1 | 1   | 0   | 0 | 8:6  | 5      |
| 2.  | Japan               | 2  | 1 | 0   | 0   | 1 | 4:4  | 3      |
| 3.  | Volksrepublik China | 2  | 0 | 0   | 1   | 1 | 5:7  | 1      |

Abkürzungen: Pl. = Platz, Sp = Spiele, S = Siege, OTS = Siege nach Verlängerung (Overtime) oder Penaltyschießen, OTN = Niederlagen nach Verlängerung oder Penaltyschießen, N = Niederlagen

Erläuterungen: Absteiger in die Division I

### Qualifikationsrunde

#### Gruppe D
| 8. April 2009 19:00 Uhr (Ortszeit) | Kanada G. Kingsbury (4:43) J. Botterill (6:39) S. Vaillancourt (22:10) M. Agosta (35:10) J. Botterill (41:17) H. Wickenheiser (49:22) J. Hefford (51:57) H. Irwin (57:06) | 8:0 (2:0, 2:0, 4:0) Spielbericht | Finnland | Patria-areena, Hämeenlinna Zuschauer: 2.032 |

| 9. April 2009 19:00 Uhr | Finnland | 0:7 (0:2, 0:3, 0:2) Spielbericht | USA H. Knight (9:21) G. Marvin (15:33) N. Darwitz (32:36) N. Darwitz (36:01) H. Knight (39:11) N. Darwitz (51:32) H. Knight (55:26) | Patria-areena, Hämeenlinna Zuschauer: 2.038 |

| 10. April 2009 19:00 Uhr | USA M. Lamoureux (58:02) | 1:2 (0:0, 0:2, 1:0) Spielbericht | Kanada J. Botterill (20:26) C. Ouellette (29:05) | Patria-areena, Hämeenlinna Zuschauer: 1.816 |

| Pl. |          | Sp | S | OTS | OTN | N | Tore  | Punkte |
| 1.  | Kanada   | 2  | 2 | 0   | 0   | 0 | 10:01 | 6      |
| 2.  | USA      | 2  | 1 | 0   | 0   | 1 | 08:02 | 3      |
| 3.  | Finnland | 2  | 0 | 0   | 0   | 2 | 00:15 | 0      |

Abkürzungen: Pl. = Platz, Sp = Spiele, S = Siege, OTS = Siege nach Verlängerung (Overtime) oder Penaltyschießen, OTN = Niederlagen nach Verlängerung oder Penaltyschießen, N = Niederlagen

Erläuterungen: Teilnehmer am Finale, Teilnehmer am Spiel um Platz 3

#### Gruppe E
| 8. April 2009 15:00 Uhr | Schweden | 9:0 (2:0, 3:0, 4:0) Spielbericht | Kasachstan | Patria-areena, Hämeenlinna Zuschauer: 2.058 |

| 9. April 2009 15:00 Uhr | Kasachstan | 2:9 (1:3, 0:3, 1:3) Spielbericht | Russland | Patria-areena, Hämeenlinna Zuschauer: 374 |

| 10. April 2009 15:00 Uhr | Russland | 0:8 (0:1, 0:4, 0:3) Spielbericht | Schweden | Patria-areena, Hämeenlinna Zuschauer: 425 |

| Pl. |            | Sp | S | OTS | OTN | N | Tore  | Punkte |
| 1.  | Schweden   | 2  | 2 | 0   | 0   | 0 | 17:0  | 6      |
| 2.  | Russland   | 2  | 1 | 0   | 0   | 1 | 09:10 | 3      |
| 3.  | Kasachstan | 2  | 0 | 0   | 0   | 2 | 02:18 | 0      |

Abkürzungen: Pl. = Platz, Sp = Spiele, S = Siege, OTS = Siege nach Verlängerung (Overtime) oder Penaltyschießen, OTN = Niederlagen nach Verlängerung oder Penaltyschießen, N = Niederlagen

Erläuterungen: Teilnehmer am Spiel um Platz 3

### Finalrunde
Spiel um Platz 3
| 12. April 2009 15:00 Uhr (Ortszeit) | Finnland M. Karvinen (12:36) M. Pehkonen (22:28) M. Saarinen (43:34) M. Karvinen (48:02) | 4:1 (1:0, 1:1, 2:0) Spielbericht | Schweden D. Rundqvist (24:40) | Patria-areena, Hämeenlinna Zuschauer: 3.027 |

Finale
| 12. April 2009 19:00 Uhr | Kanada J. Botterill (25:11) | 1:4 (0:1, 1:1, 0:2) Spielbericht | USA C. Cahow (0:24) M. Duggan (30:10) C. Cahow (47:09) H. Knight (59:51) | Patria-areena, Hämeenlinna Zuschauer: 3.046 |

### Statistik

#### Beste Scorerinnen
Quelle: IIHF; Abkürzungen: Sp = Spiele, T = Tore, V = Assists, Pkt = Punkte, +/− = Plus/Minus, SM = Strafminuten; Fett: Turnierbestwert
| Spieler             | Mannschaft | Sp | T | V | Pkt | +/− | SM |
| ------------------- | ---------- | -- | - | - | --- | --- | -- |
| Julie Chu           | USA        | 5  | 5 | 5 | 10  | +8  | 0  |
| Natalie Darwitz     | USA        | 5  | 3 | 7 | 10  | +8  | 2  |
| Hilary Knight       | USA        | 5  | 7 | 2 | 9   | +5  | 4  |
| Erika Holst         | Schweden   | 5  | 4 | 5 | 9   | +5  | 4  |
| Elin Holmlöv        | Schweden   | 5  | 6 | 2 | 8   | +5  | 2  |
| Jennifer Botterill  | Kanada     | 5  | 5 | 3 | 8   | +5  | 2  |
| Hayley Wickenheiser | Kanada     | 5  | 4 | 4 | 8   | +6  | 4  |
| Caroline Ouellette  | Kanada     | 5  | 3 | 5 | 8   | +7  | 6  |
| Carla MacLeod       | Kanada     | 5  | 2 | 6 | 8   | +9  | 4  |
| Michelle Karvinen   | Finnland   | 5  | 5 | 2 | 7   | +3  | 6  |

#### Beste Torhüterinnen
Quelle: IIHF; Abkürzungen: Sp = Spiele, Min = Eiszeit (in Minuten), GT = Gegentore, SO = Shutouts, Sv% = gehaltene Schüsse (in %), GTS = Gegentorschnitt; Fett: Turnierbestwert
| Spieler          | Mannschaft | Sp | Min    | GT | GTS  | Sv%    | SO |
| ---------------- | ---------- | -- | ------ | -- | ---- | ------ | -- |
| Kim St-Pierre    | Kanada     | 2  | 120:00 | 0  | 0,00 | 100,00 | 2  |
| Jessie Vetter    | USA        | 2  | 120:00 | 1  | 0,50 | 98,21  | 1  |
| Valentina Lizana | Schweden   | 4  | 240:00 | 5  | 1,25 | 93,33  | 2  |
| Azusa Nakaoku    | Japan      | 4  | 208:10 | 11 | 3,17 | 92,47  | 0  |
| Charline Labonté | Kanada     | 3  | 179:04 | 5  | 1,68 | 91,23  | 2  |

### Abschlussplatzierungen
| Pl. | Team                |
| --- | ------------------- |
| 1   | USA                 |
| 2   | Kanada              |
| 3   | Finnland            |
| 4   | Schweden            |
| 5   | Russland            |
| 6   | Kasachstan          |
| 7   | Schweiz             |
| 8   | Japan               |
| 9   | Volksrepublik China |

### Titel, Auf- und Abstieg
| Weltmeister USA | Kacey Bellamy, Megan van Beusekom, Caitlin Cahow, Lisa Chesson, Julie Chu, Natalie Darwitz, Meghan Duggan, Molly Engstrom, Hilary Knight, Jocelyne Lamoureux, Monique Lamoureux, Erika Lawler, Gigi Marvin, Jenny Potter, Helen Resor, Angela Ruggiero, Molly Schaus, Kelli Stack, Karen Thatcher, Jessie Vetter, Kerry Weiland Trainer: Mark Johnson |

| Silber Kanada | Meghan Agosta, Gillian Apps, Tessa Bonhomme, Jennifer Botterill, Gillian Ferrari, Jayna Hefford, Haley Irwin, Rebecca Johnston, Becky Kellar, Gina Kingsbury, Charline Labonté, Carla MacLeod, Meaghan Mikkelson, Caroline Ouellette, Marie-Philip Poulin, Colleen Sostorics, Kim St-Pierre, Shannon Szabados, Sarah Vaillancourt, Catherine Ward, Hayley Wickenheiser Trainerin: Melody Davidson |

| Bronze Finnland | Maija Hassinen, Venla Heikkilä, Anne Helin, Jenni Hiirikoski, Mira Jalosuo, Michelle Karvinen, Kati Kovalainen, Mira Kuisma, Emma Laaksonen, Piia Lallukka, Mari Pehkonen, Heidi Pelttari, Mariia Posa, Karoliina Rantamäki, Noora Räty, Mari Saarinen, Saija Sirviö, Nina Tikkinen, Saara Tuominen, Satu Tuominen, Marjo Voutilainen Trainer: Hannu Saintula |

| Absteiger in die Division I:    | Volksrepublik China, Japan |
| Aufsteiger in die Top Division: | Slowakei                   |

### Auszeichnungen
Spielertrophäen
| Auszeichnung          | Spieler             | Team     |
| --------------------- | ------------------- | -------- |
| Beste Torhüterin      | Charline Labonté    | Kanada   |
| Beste Verteidigerin   | Jenni Hiirikoski    | Finnland |
| Beste Stürmerin       | Hayley Wickenheiser | Kanada   |
| Wertvollste Spielerin | Carla MacLeod       | Kanada   |

All-Star-Team
| Angriff:      | Natalie Darwitz – Michelle Karvinen – Julie Chu |
| Verteidigung: | Carla MacLeod – Angela Ruggiero                 |
| Tor:          | Jessie Vetter                                   |

## Division I
Vom 4. bis zum 10. April 2009 fand das Weltmeisterschaftsturnier der Division I in Graz in Österreich statt. Sechs Teams nahmen daran teil. Alle Spiele wurden im Eisstadion Graz-Liebenau ausgetragen, das Platz für 4.050 Zuschauer bietet.
| 4. April 2009 13:30 Uhr (Ortszeit) | Slowakei | 9:4 (2:0, 1:2, 6:2) Spielbericht | Norwegen | Eisstadion Graz-Liebenau, Graz Zuschauer: 247 |

| 4. April 2009 17:00 Uhr | Deutschland | 5:3 (2:2, 2:1, 1:0) Spielbericht | Frankreich | Eisstadion Graz-Liebenau, Graz Zuschauer: 360 |

| 4. April 2009 20:30 Uhr | Tschechien | 1:4 (1:0, 0:2, 0:2) Spielbericht | Österreich | Eisstadion Graz-Liebenau, Graz Zuschauer: 800 |

| 6. April 2009 13:30 Uhr | Deutschland | 4:3 (3:1, 1:0, 0:2) Spielbericht | Norwegen | Eisstadion Graz-Liebenau, Graz Zuschauer: 120 |

| 6. April 2009 17:00 Uhr | Slowakei | 1:5 (1:1, 0:2, 0:2) Spielbericht | Tschechien | Eisstadion Graz-Liebenau, Graz Zuschauer: 140 |

| 6. April 2009 20:30 Uhr | Österreich | 5:2 (3:0, 1:2, 1:0) Spielbericht | Frankreich | Eisstadion Graz-Liebenau, Graz Zuschauer: 1.060 |

| 7. April 2009 13:30 Uhr | Tschechien | 2:4 (1:2, 0:1, 1:1) Spielbericht | Deutschland | Eisstadion Graz-Liebenau, Graz Zuschauer: 100 |

| 7. April 2009 17:00 Uhr | Frankreich | 0:4 (0:1, 0:2, 0:1) Spielbericht | Norwegen | Eisstadion Graz-Liebenau, Graz Zuschauer: 130 |

| 7. April 2009 20:30 Uhr | Slowakei | 5:3 (2:2, 2:0, 1:1) Spielbericht | Österreich | Eisstadion Graz-Liebenau, Graz Zuschauer: 950 |

| 9. April 2009 13:30 Uhr | Tschechien | 5:4 (3:1, 1:2, 1:1) Spielbericht | Frankreich | Eisstadion Graz-Liebenau, Graz Zuschauer: 100 |

| 9. April 2009 17:00 Uhr | Deutschland | 1:2 (0:0, 0:2, 1:0) Spielbericht | Slowakei | Eisstadion Graz-Liebenau, Graz Zuschauer: 200 |

| 9. April 2009 20:30 Uhr | Norwegen | 2:1 n. P. (1:0, 0:0, 0:1, 0:0, 1:0) Spielbericht | Österreich | Eisstadion Graz-Liebenau, Graz Zuschauer: 1.070 |

| 10. April 2009 13:30 Uhr | Frankreich | 1:5 (0:0, 1:1, 1:4) Spielbericht | Slowakei | Eisstadion Graz-Liebenau, Graz Zuschauer: 120 |

| 10. April 2009 17:00 Uhr | Norwegen | 5:4 (1:2, 1:0, 3:2) Spielbericht | Tschechien | Eisstadion Graz-Liebenau, Graz Zuschauer: 190 |

| 10. April 2009 20:30 Uhr | Österreich | 3:6 (2:1, 1:3, 0:2) Spielbericht | Deutschland | Eisstadion Graz-Liebenau, Graz Zuschauer: 1.700 |

| Pl. |             | Sp | S | OTS | OTN | N | Tore  | Punkte |
| 1.  | Slowakei    | 5  | 4 | 0   | 0   | 1 | 22:14 | 12     |
| 2.  | Deutschland | 5  | 4 | 0   | 0   | 1 | 20:13 | 12     |
| 3.  | Norwegen    | 5  | 2 | 1   | 0   | 2 | 18:18 | 8      |
| 4.  | Österreich  | 5  | 2 | 0   | 1   | 2 | 16:16 | 7      |
| 5.  | Tschechien  | 5  | 2 | 0   | 0   | 3 | 17:18 | 6      |
| 6.  | Frankreich  | 5  | 0 | 0   | 0   | 5 | 10:24 | 0      |

Abkürzungen: Pl. = Platz, Sp = Spiele, S = Siege, OTS = Siege nach Verlängerung (Overtime) oder Penaltyschießen, OTN = Niederlagen nach Verlängerung oder Penaltyschießen, N = Niederlagen

Erläuterungen: Aufsteiger in die Top-Division, Absteiger in die Division II

### Auf- und Abstieg
| Absteiger in die Division I:    | Japan, Volksrepublik China |
| Aufsteiger in die Top-Division: | Slowakei                   |
| Absteiger in die Division II:   | Frankreich, Tschechien     |
| Aufsteiger in die Division I:   | Lettland                   |

## Division II
Vom 12. bis zum 18. April 2009 wurde das Weltmeisterschaftsturnier der Division II in Torre Pellice in Italien ausgetragen. Sechs Teams nahmen daran teil. Die Spiele fanden im Pala Cotta Morandini statt, der Platz für 2.440 Zuschauer bietet.
| 12. April 2009 13:15 Uhr (Ortszeit) | Nordkorea | 1:6 (0:3, 1:1, 0:2) Spielbericht | Lettland | Pala Cotta Morandini, Torre Pellice Zuschauer: 104 |

| 12. April 2009 16:45 Uhr | Dänemark | 2:1 n. P. (0:1, 1:0, 0:0, 0:0, 1:0) Spielbericht | Niederlande | Pala Cotta Morandini, Torre Pellice Zuschauer: 323 |

| 12. April 2009 20:15 Uhr | Großbritannien | 5:3 (3:1, 1:1, 1:1) Spielbericht | Italien | Pala Cotta Morandini, Torre Pellice Zuschauer: 1.420 |

| 13. April 2009 13:15 Uhr | Niederlande | 0:2 (0:1, 0:0, 0:1) Spielbericht | Großbritannien | Pala Cotta Morandini, Torre Pellice Zuschauer: 137 |

| 13. April 2009 16:45 Uhr | Dänemark | 3:4 n. V. (1:1, 2:2, 0:0, 0:1) Spielbericht | Nordkorea | Pala Cotta Morandini, Torre Pellice Zuschauer: 243 |

| 13. April 2009 20:10 Uhr | Lettland | 5:1 (0:0, 3:0, 2:1) Spielbericht | Italien | Pala Cotta Morandini, Torre Pellice Zuschauer: 923 |

| 15. April 2009 13:15 Uhr | Lettland | 5:0 (0:0, 3:0, 2:0) Spielbericht | Niederlande | Pala Cotta Morandini, Torre Pellice Zuschauer: 693 |

| 15. April 2009 16:45 Uhr | Dänemark | 1:3 (1:2, 0:1, 0:0) Spielbericht | Großbritannien | Pala Cotta Morandini, Torre Pellice Zuschauer: 148 |

| 15. April 2009 20:15 Uhr | Nordkorea | 4:2 (0:0, 1:2, 3:0) Spielbericht | Italien | Pala Cotta Morandini, Torre Pellice Zuschauer: 717 |

| 16. April 2009 13:15 Uhr | Niederlande | 1:2 (0:1, 0:1, 1:0) Spielbericht | Nordkorea | Pala Cotta Morandini, Torre Pellice Zuschauer: 351 |

| 16. April 2009 16:45 Uhr | Großbritannien | 0:3 (0:0, 0:2, 0:1) Spielbericht | Lettland | Pala Cotta Morandini, Torre Pellice Zuschauer: 158 |

| 16. April 2009 20:15 Uhr | Italien | 3:2 n. P. (1:0, 0:1, 1:1, 0:0, 1:0) Spielbericht | Dänemark | Pala Cotta Morandini, Torre Pellice Zuschauer: 823 |

| 18. April 2009 13:15 Uhr | Nordkorea | 4:1 (2:0, 1:0, 1:1) Spielbericht | Großbritannien | Pala Cotta Morandini, Torre Pellice Zuschauer: 158 |

| 18. April 2009 16:45 Uhr | Lettland | 6:2 (0:0, 2:1, 4:1) Spielbericht | Dänemark | Pala Cotta Morandini, Torre Pellice Zuschauer: 334 |

| 18. April 2009 20:15 Uhr | Italien | 6:2 (2:1, 3:0, 1:1) Spielbericht | Niederlande | Pala Cotta Morandini, Torre Pellice Zuschauer: 1.323 |

| Pl. |                | Sp | S | OTS | OTN | N | Tore  | Punkte |
| 1.  | Lettland       | 5  | 5 | 0   | 0   | 0 | 25:04 | 15     |
| 2.  | Nordkorea      | 5  | 3 | 1   | 0   | 1 | 15:13 | 11     |
| 3.  | Großbritannien | 5  | 3 | 0   | 0   | 2 | 11:11 | 9      |
| 4.  | Italien        | 5  | 1 | 1   | 0   | 3 | 15:18 | 5      |
| 5.  | Dänemark       | 5  | 0 | 1   | 2   | 2 | 10:17 | 4      |
| 6.  | Niederlande    | 5  | 0 | 0   | 1   | 4 | 04:17 | 1      |

Abkürzungen: Pl. = Platz, Sp = Spiele, S = Siege, OTS = Siege nach Verlängerung (Overtime) oder Penaltyschießen, OTN = Niederlagen nach Verlängerung oder Penaltyschießen, N = Niederlagen

Erläuterungen: Aufsteiger in die Division I, Absteiger in die Division III

### Auf- und Abstieg
| Absteiger in die Division II:  | Frankreich, Tschechien |
| Aufsteiger in die Division I:  | Lettland               |
| Absteiger in die Division III: | Niederlande            |

## Division III und IV
Die Divisionen III und IV wurden in diesem Jahr nicht ausgespielt, wurden aber bei der folgenden Weltmeisterschaft im Jahr 2011 wieder ins Programm aufgenommen. Aufgrund der Formatänderung des Wettbewerbs, dahingehend, dass die Top-Division ab 2011 wieder mit acht statt neun Teams spielte und somit in der Top-Division und Division I je zwei Mannschaften abstiegen, während nur eine aufstieg, stiegen einige Teams zum Jahr 2011 hin automatisch eine Division ab.
- Island, der Sieger der Division IV im Jahr 2008, stieg nicht in die Division III auf, sondern verblieb in der Division IV.
- Die Türkei stieg, nach dem sechsten und letzten Platz in der Division IV im Jahr 2008, in die neu eingeführte Division V ab.
- Die neu eingeführte Division V bildeten somit die Türkei und die vier Weltmeisterschaftseinsteiger Polen, Bulgarien, Spanien und Irland.